# Політехніка (футбольний клуб, Кишинів)
«Політехніка» (рум. Politehnica) — Молдовський футбольний клуб, що базується в Кишиніві, заснований в 1964 році, домашні матчі проводить на стадіоні «Динамо» в Кишиневі — домашня арена.

## Назви
- 1964—1999 — Хайдук.
- 1999—2000 — Хайдук-Спортінг.
- 2000—2001 — Хайдук-Спортінг-ЮСМ.
- 2001—2008 — Політехніка (Політехніка-УТМ — з 2002).

## Історія
Футбольний клуб було засновано у 1964 році. Спочатку він представляв місто Хінчешти і називався «Хайдук» (рум. Haiducul). До розпаду Радянського Союзу «Хайдук» виступав лише у регіональних змаганнях. У чемпіонаті Молдови розпочав свої виступи у нижчих лігах. У сезоні 1999/00 років клуб під новою назвою «Хайдук-Спортінг» (рум. Haiducul-Sporting) дебютував у Дивізіоні «A» чемпіонату Молдови, де посів друге місце, що дає право виступати в Чемпіонат Молдови з футболу | вищій лізі країни — Національному дивізіоні]. У сезоні 2000/01 років клуб виступав під назвою «Хайдук-Спортінг-ЮСМ» (рум. Haiducul-Sporting-USM). Команда завершила сезон невдало й повернулася до Дивізіону «A». Це був останній сезон, який клуб провів, представляючи місто Хинчешти.
З сезону 2001/02 клуб представляв місто Кишинів і називався «Політехніка» («Політехніка-УТМ»)[уточнити]. Перший сезон під новою назвою завершив на другому місці та знову завоював право виступати у Національному Дивізіоні. Але в сезоні 2002/03 років клуб знову не зміг утриматись і повернувся до дивізіону «А». У сезоні 2003/04, незважаючи на повторення минулого результату клуб знову зайняв друге місце, «Політехніка» не змогла перемогти у плей-офф за право виступати у вищій лізі. Але вже наступного сезону «Політехніка» повернулася до Національного дивізіону.
У сезоні 2007/08 «Політехніка» посіла останнє 11-те місце. А 1 липня 2008 року, перед початком нового сезону, клуб знявся зі змагань. З 2008 року став фарм-клуб команди «Академія УТМ».

## Досягнення
- 2 місце у Дивізіоні «А»: 1999/00, 2001/02, 2003/04, 2004/05.

## Головні тренери
- Іллі Карп (1999—2000)
- Сергій Ботнараш (2001-?)[2]